# Ligabuesaurus leanzai
Il ligabuesauro (Ligabuesaurus leanzai) è un dinosauro erbivoro appartenente ai sauropodi. Visse verso la fine del Cretaceo inferiore (Aptiano/Albiano, circa 110-100 milioni di anni fa) e i suoi resti sono stati ritrovati in Argentina.

## Descrizione
I fossili di questo dinosauro comprendono alcune vertebre cervicali e dorsali, una mascella parziale, alcune ossa delle zampe e gli scapolarcoracoidi. Come tutti i sauropodi, anche Ligabuesaurus doveva avere un collo lungo e un corpo voluminoso sorretto da possenti arti colonnari. In particolare, le zampe anteriori di questo dinosauro erano insolitamente allungate e assomigliavano a quelle dei brachiosauridi, enormi sauropodi dagli arti anteriori più lunghi di quelli posteriori. 

## Classificazione
Descritto per la prima volta nel 2006, Ligabuesaurus è considerato un rappresentante primitivo del gruppo dei titanosauri, i sauropodi più diffusi nel Cretaceo. Alcune sue caratteristiche (come le già citate zampe anteriori e le vertebre cervicali) lo avvicinano ai brachiosauridi Giraffatitan e Sauroposeidon, ma altre particolarità delle vertebre hanno fatto ritenere che il suo più stretto parente fosse un altro titanosauro primitivo, Phuwiangosaurus della Tailandia. Il nome generico onora il paleontologo italiano Giancarlo Ligabue.